# Anadolu Ateşi

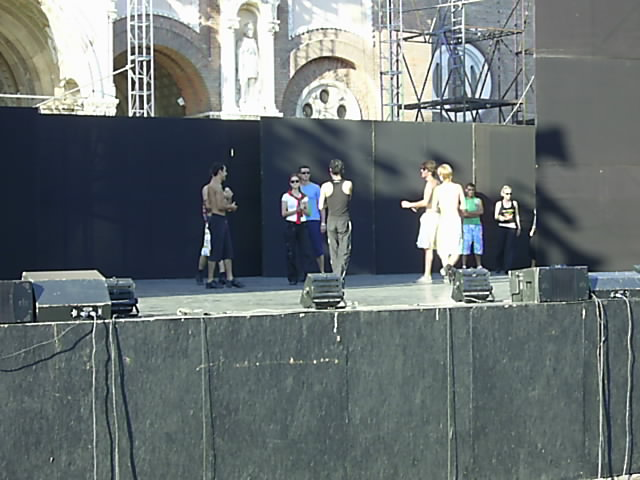
Az Anadolu Ateşi próbája, Szeged, 2007. augusztus 2.

Az Anadolu Ateşi, angolul Fire of Anatolia egy török tánccsoport, melynek 120 táncosa van. A csoport több mint 40 országban lépett már fel, az Amerikai Egyesült Államoktól Kínáig, összesen több mint hat millió néző előtt. Két Guinness-rekorddal rendelkeznek; ők a világ leggyorsabb táncosai percenként 241 lépéssel, valamint a legtöbb nézőt vonzó táncegyüttes: a fekete-tenger-parti Ereğliben 400 000 ember látta a műsorukat. A csoport vezetője Mustafa Erdoğan táncművész.

## Története
Az Anadolu Ateşi koncepciója még akkor született meg Mustafa Erdoğan fejében, amikor néptáncot tanult a Bilkent Egyetemen. Olyan táncegyüttest szeretett volna létrehozni, ahol az anatóliai néptáncokat modern táncokkal és balettel tudja vegyíteni. 1999-ben létrehozta a Sultans of the Dance együttest, 90 táncossal, akiket újsághirdetés útján vett fel, több mint 750 jelentkező közül. Erdoğan, a táncosok múltjától és tudásától függően különböző stílusokra tanította őket: balettra, néptáncra és modern táncokra.
Az együttes első fellépésére 2001-ben került sor, majd egy évvel később, immáron Fire of Anatolia név alatt világkörüli turnéra indultak. A csoportot jelenleg 120 táncos alkotja, így egyszerre akár két-három helyszínen is előadhatják ugyanazt az előadást. Mustafa Erdoğan szerint az Anadolu Ateşi a világ három legnagyobb létszámú tánccsoportja közé tartozik.. Az együttes eddig 40 országban lépett fel, többek között az USA-ban, Németországban, Svájcban, Lengyelországban, Magyarországon, Romániában, Bulgáriában, Oroszországban, Katarban, Kínában, Japánban, Kazahsztánban, és Egyiptomban is, a piramisok lábánál.
Az együttes Magyarországon kétszer járt, a Fire of Anatolia és a Dawool című programjaikkal, utóbbiról Oktay Keresteci, a tánccsoport koreográfusa és balettoktatója így nyilatkozott:
A DAWOOL a ritmusra épül. (…) vallási jelenettel kezdődik, majd egy szép szerelmi duettet láthatunk, aztán pedig dobokkal folytatódik. Ezzel a műsorral Isztambult akartuk bemutatni, a sokszínűségét, a kultúrák és vallások keveredését, ami annyira jellemző rá. Mindenféle nemzetiségű és vallású ember él Isztambulban. Például magyarok is vannak. Ezeket a kultúrákat akartuk bemutatni. Ezért is kezdődik vallási jelenettel a show, mutatván, hogy mi minden vallásra nyitottak vagyunk.

## Munkatársak
A 120 táncos mellett az együttesnek több munkatársa is van. A fő koreográfusok Mustafa Erdoğan, aki a halayért és a Délkelet-anatóliai régió táncaiért felelős; illetve Oktay Keresteci, aki modern táncokat és balettet oktat, illetve koreografál. Oktay Keresteci Törökország egyik legelismertebb balett-táncosa és oktatója, aki annak ellenére, hogy negyvenes évei végén jár, továbbra is fellép a Fire of Anatolia társulatával.
- Igazgató, koreográfus: Mustafa Erdoğan
- Supervisor: Yılmaz Erdoğan
- Koordinátor: Aşkım Darcan
- Zene: Taner Demiralp, Fuat Saka, Mustafa Erdoğan
- Koreográfia: Oktay Keresteci, Alper Aksoy
- Jelmez: Sultan Gözcü Özel
- Smink: Serkan Aydın
- Színpadmester: Volkan Emisoğlu